# Rasmus Glarbjerg Larsen
Rasmus Glarbjerg Larsen (født 25. november 1994 i Rudersdal, død 13. maj 2015 i Jumet i Charleroi, Belgien) var en dansk landsholdsspiller i basketball.
I hele sin ungdomstid var Glarbjerg Larsen et af de største talenter, ikke bare i Danmark, men i Europa.[kilde mangler] Som 14-årig var han en del af det danske U-16-landshold, der vandt sølv til B-EM i Portugal og dermed kvalificerede sig til A-rækken. Som 16-årig var han en del af det danske U18-landshold, der vandt sølv til B-EM i Bulgarien og dermed kvalificerede sig til A-rækken. Her blev han samtidig kåret til turneringens All-Stars hold, der sammen med udvalgte spillere fra A-divisionen spillede opvisningskamp under senior-EM i Litauen samme år. Han spillede for Virum BK og Værløse BBK og skiftede 2012 til Manresa ved Barcelona, i den bedste spanske basketliga, ACB, hvor han indledningsvis havde stor succes, men også kæmpede med en række skader. Han satte rekord i "effektivitet" for U19-spillere i den spanske liga foran spillere som Ricky Rubio. Efter 2 år i Spanien kom han til den belgiske klub Proximus Spirou. Han var på vej til enten at blive draftet[kilde mangler] til NBA eller udvikle sig videre hos  Zalgiris Kaunas[kilde mangler], Litauen, som er et europæisk storhold.
Rasmus Glarbjerg Larsen var tiltænkt at spille en vigtig rolle i opbygningen af et nyt dansk landshold med henblik på EM i 2016. Den første fase var en række landskampe i sommerpausen 2015 kombineret med en tur til Kina, så man ville stå med et nyt ungt og sammenspillet landshold til EM-kvalifikation i 2015 på dansk grund. Det var planen, at han skulle have sin landsholdsdebut i løbet af sommeren 2015.[kilde mangler]
Rasmus Glarbjerg Larsen var en 212 centimeter høj pf/center.
Rasmus Glarbjerg Larsens lillebror Jacob Glarbjerg Larsen er basketballspiller i Virum BK.

## Død
Rasmus Glarbjerg Larsen blev 13. maj 2015 fundet død i sin seng i sit hjem i Jumet syd for Bruxelles, af repræsentanter fra Proximus Spirou, da han ikke var dukket op til holdets bustur i forbindelse med et forestående semifinaleopgør imod Oostende. Dødsårsagen er endnu uvis, men intet tyder på en forbrydelse. Dødsårsagen blev ikke fundet under obduktionen. Rasmus Glarbjerg Larsen blev bisat i Danmark i Søllerød Kirke. Hans gravsted er på Søllerød Kirkegård.